# الراسينغ بيروت
الراسينغ بيروت هو نادي كرة قدم لبناني أٌسس عام 1950. يلعب النادي في الدوري اللبناني الممتاز. النادي مدعوم في المقام الأول من المجتمع المسيحي اللبناني.